# Formel-E-Statistik
In der folgenden Übersicht werden Statistiken und Rekorde zur FIA-Formel-E-Weltmeisterschaft bzw. FIA-Formel-E-Meisterschaft seit der Saison 2014/15 aufgelistet.

## Rekorde nach Fahrern
Fahrer, die in der Saison 2024/25 bei einem Team unter Vertrag stehen, sind blau hinterlegt.

### Fahrer-Titel
| Platz | Fahrer                 | Titel | Jahre            |
| ----- | ---------------------- | ----- | ---------------- |
| 1     | Jean-Eric Vergne       | 2     | 2017/18, 2018/19 |
| 2     | Nelson Piquet junior   | 1     | 2014/15          |
| 2     | Sébastien Buemi        | 1     | 2015/16          |
| 2     | Lucas di Grassi        | 1     | 2016/17          |
| 2     | António Félix da Costa | 1     | 2019/20          |
| 2     | Nyck de Vries          | 1     | 2020/21          |
| 2     | Stoffel Vandoorne      | 1     | 2021/22          |
| 2     | Jake Dennis            | 1     | 2022/23          |
| 2     | Pascal Wehrlein        | 1     | 2023/24          |
| 2     | Oliver Rowland         | 1     | 2024/25          |

### E-Prix-Siege
| Platz | Fahrer                 | Siege |
| ----- | ---------------------- | ----- |
| 1     | Sébastien Buemi        | 14    |
| 1     | Mitch Evans            | 14    |
| 3     | Lucas di Grassi        | 13    |
| 4     | Sam Bird               | 12    |
| 4     | António Félix da Costa | 12    |
| 6     | Jean-Eric Vergne       | 11    |
| 6     | Nick Cassidy           | 11    |
| 8     | Pascal Wehrlein        | 8     |
| 9     | Oliver Rowland         | 7     |
| 9     | Maximilian Günther     | 7     |
| 11    | Edoardo Mortara        | 6     |
| 11    | Jake Dennis            | 6     |

### Pole-Positions
| Platz | Fahrer                 | Pole-Positions |
| ----- | ---------------------- | -------------- |
| 1     | Jean-Eric Vergne       | 17             |
| 2     | Sébastien Buemi        | 16             |
| 3     | Mitch Evans            | 11             |
| 3     | Oliver Rowland         | 11             |
| 5     | Pascal Wehrlein        | 9              |
| 6     | António Félix da Costa | 8              |
| 6     | Stoffel Vandoorne      | 8              |
| 8     | Nick Cassidy           | 7              |
| 8     | Jake Dennis            | 7              |
| 10    | Felix Rosenqvist       | 6              |
| 10    | Sam Bird               | 6              |

### Schnellste Rennrunden
| Platz | Fahrer                 | Schnellste Runden |
| ----- | ---------------------- | ----------------- |
| 1     | Sam Bird               | 13                |
| 2     | Nick Cassidy           | 12                |
| 3     | Jake Dennis            | 11                |
| 4     | Sébastien Buemi        | 10                |
| 4     | Mitch Evans            | 10                |
| 4     | Daniel Abt             | 10                |
| 7     | Pascal Wehrlein        | 9                 |
| 8     | René Rast              | 7                 |
| 9     | Lucas di Grassi        | 6                 |
| 9     | Robin Frijns           | 6                 |
| 9     | António Félix da Costa | 6                 |
| 12    | Jean-Eric Vergne       | 4                 |
| 12    | Nelson Piquet junior   | 4                 |

### Podestplätze
| Platz | Fahrer                 | Podien |
| ----- | ---------------------- | ------ |
| 1     | Lucas di Grassi        | 41     |
| 2     | Jean-Eric Vergne       | 38     |
| 3     | Sébastien Buemi        | 35     |
| 4     | Mitch Evans            | 33     |
| 5     | Sam Bird               | 27     |
| 5     | António Félix da Costa | 27     |
| 7     | Nick Cassidy           | 25     |
| 8     | Jake Dennis            | 23     |
| 9     | Oliver Rowland         | 20     |
| 10    | Pascal Wehrlein        | 18     |

### Punkte
| Platz | Fahrer                 | Punkte |
| ----- | ---------------------- | ------ |
| 1     | Jean-Eric Vergne       | 1232   |
| 2     | Lucas di Grassi        | 1077   |
| 3     | Sébastien Buemi        | 1075   |
| 4     | Mitch Evans            | 999    |
| 5     | Sam Bird               | 916    |
| 6     | António Félix da Costa | 912    |
| 7     | Pascal Wehrlein        | 714    |
| 8     | Nick Cassidy           | 672    |
| 9     | Jake Dennis            | 661    |
| 10    | Oliver Rowland         | 612    |
| 11    | Stoffel Vandoorne      | 596    |
| 12    | Robin Frijns           | 543    |

### E-Prix-Starts
| Platz | Fahrer                 | EP-Starts |
| ----- | ---------------------- | --------- |
| 01    | Lucas di Grassi        | 148       |
| 02    | Jean-Eric Vergne       | 146       |
| 03    | Sébastien Buemi        | 144       |
| 03    | António Félix da Costa | 144       |
| 05    | Sam Bird               | 143       |
| 06    | Mitch Evans            | 126       |
| 07    | Robin Frijns           | 117       |
| 08    | Edoardo Mortara        | 112       |
| 09    | Stoffel Vandoorne      | 103       |
| 10    | Maximilian Günther     | 100       |

### E-Prix-Starts in Folge
| Platz | Fahrer                 | EP-Starts |
| ----- | ---------------------- | --------- |
| 1     | Jean-Eric Vergne       | 144       |
| 2     | António Félix da Costa | 127       |
| 3     | Mitch Evans            | 119       |
| 4     | Lucas di Grassi        | 104       |
| 5     | Stoffel Vandoorne      | 101       |
| 6     | Sam Bird               | 98        |
| 7     | Sébastien Buemi        | 87        |
| 8     | Nick Cassidy           | 77        |
| 8     | Pascal Wehrlein        | 77        |
| 8     | Jake Dennis            | 77        |

### E-Prix-Rennrunden
| Platz | Fahrer                 | EP-Runden |
| ----- | ---------------------- | --------- |
| 01    | Lucas di Grassi        | 4956      |
| 02    | Jean-Eric Vergne       | 4943      |
| 03    | Sébastien Buemi        | 4837      |
| 04    | António Félix da Costa | 4682      |
| 05    | Sam Bird               | 4514      |
| 06    | Mitch Evans            | 4188      |
| 07    | Robin Frijns           | 3780      |
| 08    | Edoardo Mortara        | 3363      |
| 09    | Stoffel Vandoorne      | 3325      |
| 10    | Pascal Wehrlein        | 3072      |

### FANBOOSTs
Der FANBOOST wurde nach der Saison 2021/22 abgeschafft.
| Platz | Fahrer                 | FANBOOSTs |
| ----- | ---------------------- | --------- |
| 01    | Stoffel Vandoorne      | 55        |
| 02    | António Félix da Costa | 53        |
| 03    | Lucas di Grassi        | 51        |
| 04    | Sébastien Buemi        | 41        |
| 05    | Daniel Abt             | 37        |
| 06    | Nyck de Vries          | 32        |
| 07    | Jean-Eric Vergne       | 26        |
| 08    | Sam Bird               | 15        |
| 09    | Mitch Evans            | 10        |
| 10    | Nick Heidfeld          | 8         |
| 10    | Nelson Piquet junior   | 8         |

### Weitere Rekorde
| Rekord                                                  | Details                                         | Fahrer / Zusatz-Info                                                                     |
| Weltmeisterschaften (Stand: Saisonende 2024/25)         | Weltmeisterschaften (Stand: Saisonende 2024/25) | Weltmeisterschaften (Stand: Saisonende 2024/25)                                          |
| ------------------------------------------------------- | ----------------------------------------------- | ---------------------------------------------------------------------------------------- |
| Größter Punkte-Vorsprung eines Meisters                 | 71 Punkte                                       | António Félix da Costa auf Stoffel Vandoorne (FIA-Formel-E-Meisterschaft 2019/20)        |
| Knappster Punkte-Vorsprung eines Meisters               | 1 Punkt                                         | Nelson Piquet Jr. auf Sébastien Buemi (FIA-Formel-E-Meisterschaft 2014/15)               |
| Der jüngste Weltmeister                                 | mit 26 Jahren und 190 Tagen                     | Nyck de Vries (FIA-Formel-E-Weltmeisterschaft 2020/21)                                   |
| Der älteste Meister                                     | mit 32 Jahren und 353 Tagen                     | Lucas di Grassi (FIA-Formel-E-Meisterschaft 2016/17)                                     |
| Die meisten Titel in Folge                              | 2                                               | Jean-Éric Vergne (FIA-Formel-E-Meisterschaft 2017/18–FIA-Formel-E-Meisterschaft 2018/19) |
| Siege (Stand: Saisonende 2024/25)                       |                                                 |                                                                                          |
| Die beste Sieg-Quote                                    | 12,00 % (3 Siege in 25 Rennen)                  | Felix Rosenqvist                                                                         |
| Die meisten E-Prix-Siege in einer Saison                | 6 (in 12 Rennen)                                | Sébastien Buemi (FIA-Formel-E-Meisterschaft 2016/17)                                     |
| Der jüngste E-Prix-Sieger                               | mit 22 Jahren und 200 Tagen                     | Maximilian Günther (Santiago E-Prix 2020)                                                |
| Der älteste E-Prix-Sieger                               | mit 37 Jahren und 354 Tagen                     | Lucas di Grassi (London ePrix 2022)                                                      |
| Meister mit den wenigsten E-Prix-Siegen                 | 1                                               | Stoffel Vandoorne (FIA-Formel-E-Weltmeisterschaft 2021/22)                               |
| Die meisten Rennsiege in einer Saison ohne Meistertitel | 6                                               | Sébastien Buemi (FIA-Formel-E-Meisterschaft 2016/17)                                     |
| Die meisten E-Prix-Starts bis zum ersten Sieg           | 60                                              | Dan Ticktum                                                                              |
| Sieg von der schlechtesten Startposition                | 22                                              | Mitch Evans (São Paulo ePrix 2024)                                                       |
| Pole Position (Stand: Saisonende 2024/25)               |                                                 |                                                                                          |
| Die beste Pole-Quote                                    | 24,00 % (6 Poles in 25 Rennen)                  | Felix Rosenqvist                                                                         |
| Die meisten Poles in einer Saison                       | 4 (in 12 Rennen)                                | Jean-Éric Vergne (FIA-Formel-E-Meisterschaft 2017/18)                                    |
| Jüngster Fahrer auf der Pole-Position                   | mit 20 Jahren und 259 Tagen                     | Taylor Barnard (Jeddah ePrix 2025)                                                       |
| Ältester Fahrer auf der Pole-Position                   | mit 40 Jahren und 340 Tagen                     | Jarno Trulli (Berlin ePrix 2015)                                                         |
| Schnellste Rennrunden (Stand: Saisonende 2024/25)       |                                                 |                                                                                          |
| Die beste Schnellste Rennrunden-Quote                   | 100 % (1 SR in 1 Rennen)                        | Takuma Satō                                                                              |
| Die beste SR-Quote bei mindestens 10 Rennen             | 12,99 % (10 SR in 77 Rennen)                    | Jake Dennis                                                                              |
| Die meisten schnellsten Rennrunden in einer Saison      | 5 (bei 10 Starts)                               | Sébastien Buemi (FIA-Formel-E-Meisterschaft 2015/16)                                     |
| Der jüngste Fahrer, der die schnellste Rennrunde fuhr   | mit 22 Jahren und 10 Tagen                      | Daniel Abt (Punta del Este ePrix 2014)                                                   |
| Der älteste Fahrer, der die schnellste Rennrunde fuhr   | mit 41 Jahren und 252 Tagen                     | André Lotterer (London ePrix 2023)                                                       |
| Podestplätze (Stand: Saisonende 2024/25)                |                                                 |                                                                                          |
| Die beste Podiums-Quote                                 | 50 % (1 Podium in 2 Rennen)                     | Franck Montagny                                                                          |
| Die beste Podiums-Quote bei mindestens 10 Rennen        | 29,87 % (23 Podien in 77 Rennen)                | Jake Dennis                                                                              |
| Die meisten Podiumsplätze in einer Saison prozentual    | 70 % (bei 10 Starts)                            | Lucas di Grassi (FIA-Formel-E-Meisterschaft 2015/16)                                     |
| Die meisten Podiumsplätze in einer Saison               | 11 (bei 16 Starts)                              | Jake Dennis (FIA-Formel-E-Weltmeisterschaft 2022/23)                                     |
| Der jüngste Podestplatz-Gewinner                        | mit 22 Jahren und 101 Tagen                     | Daniel Abt (Miami ePrix 2015) (3. Platz)                                                 |
| Der älteste Podestplatz-Gewinner                        | mit 41 Jahren und 270 Tagen                     | Stéphane Sarrazin (Montreal ePrix 2017) (3. Platz)                                       |
| Die meisten zweiten Plätze                              | 17                                              | Lucas di Grassi                                                                          |
| Die meisten dritten Plätze                              | 13                                              | Sébastien Buemi                                                                          |
| Punkte (Stand: Saisonende 2024/25)                      |                                                 |                                                                                          |
| Die meisten Ankünfte in den Punkten                     | 101                                             | Jean-Éric Vergne                                                                         |
| Die meisten aufeinanderfolgende Rennen in den Punkten   | 22                                              | Sébastien Buemi                                                                          |
| Die meisten Ankünfte in den Punkten in einer Saison     | 15 (bei 16 Starts)                              | Stoffel Vandoorne (FIA-Formel-E-Weltmeisterschaft 2021/22)                               |
| Der jüngste in den Punkten                              | mit 19 Jahren und 346 Tagen                     | Taylor Barnard (Berlin ePrix 2024) (10. Platz)                                           |
| Der älteste in den Punkten                              | mit 41 Jahren und 270 Tagen                     | Stéphane Sarrazin (Montreal ePrix 2017) (8. Platz)                                       |
| Die meisten EP-Teilnahmen, ohne Punkte zu erzielen      | 15                                              | Antonio Giovinazzi                                                                       |

## Rekorde nach Teams
Teams, die in der Saison 2024/25 teilnehmen, sind blau hinterlegt.

### Titel
| Platz | Team            | Titel | Jahre                     |
| ----- | --------------- | ----- | ------------------------- |
| 1     | Nissan e.dams   | 3     | 2014/15, 2015/16, 2016/17 |
| 2     | DS Techeetah    | 2     | 2018/19, 2019/20          |
| 2     | Mercedes-EQ     | 2     | 2020/21, 2021/22          |
| 4     | Audi            | 1     | 2017/18                   |
| 4     | Envision Racing | 1     | 2022/23                   |
| 4     | Jaguar Racing   | 1     | 2023/24                   |
| 4     | Porsche Team    | 1     | 2024/25                   |

### E-Prix-Siege
| Platz | Team               | Siege |
| ----- | ------------------ | ----- |
| 1     | Nissan e.dams      | 23    |
| 2     | Jaguar Racing      | 22    |
| 3     | Envision Racing    | 17    |
| 4     | DS Techeetah       | 15    |
| 5     | Audi               | 14    |
| 6     | Porsche            | 13    |
| 7     | Andretti Autosport | 11    |
| 7     | Maserati           | 11    |
| 9     | Mercedes-EQ        | 7     |
| 10    | Mahindra Racing    | 5     |
| 10    | Dragon Racing      | 5     |
| 12    | Kiro Race Co       | 3     |
| 13    | McLaren Racing     | 1     |
| 13    | Team Aguri         | 1     |

### Pole-Positions
| Platz | Team               | Pole-Positions |
| ----- | ------------------ | -------------- |
| 1     | Nissan e.dams      | 29             |
| 2     | DS Techeetah       | 18             |
| 3     | Envision Racing    | 15             |
| 4     | Andretti Autosport | 14             |
| 4     | Jaguar Racing      | 14             |
| 6     | Mahindra Racing    | 11             |
| 7     | Porsche Team       | 9              |
| 8     | Mercedes-EQ        | 8              |
| 8     | Dragon Racing      | 8              |
| 10    | Audi               | 6              |
| 10    | McLaren Racing     | 6              |
| 12    | Maserati           | 5              |
| 13    | Kiro Race Co       | 3              |
| 14    | HWA AG             | 1              |
| 14    | Trulli             | 1              |

### Schnellste Rennrunden
| Platz | Team               | Schnellste Rennrunden |
| ----- | ------------------ | --------------------- |
| 1     | Envision Racing    | 22                    |
| 1     | Jaguar Racing      | 22                    |
| 3     | Audi               | 21                    |
| 4     | Andretti Autosport | 15                    |
| 5     | Nissan e.dams      | 14                    |
| 6     | Maserati           | 9                     |
| 6     | Porsche Team       | 9                     |
| 8     | Mahindra Racing    | 8                     |
| 8     | DS Techeetah       | 8                     |
| 10    | Dragon Racing      | 6                     |
| 11    | McLaren Racing     | 5                     |
| 11    | Mercedes-EQ        | 5                     |
| 13    | Kiro Race Co       | 3                     |
| 14    | Team Aguri         | 1                     |

### Podestplätze
| Platz | Team               | Podestplätze |
| ----- | ------------------ | ------------ |
| 1     | Envision Racing    | 56           |
| 2     | Nissan e.dams      | 54           |
| 3     | Jaguar Racing      | 53           |
| 4     | Audi               | 48           |
| 5     | DS Techeetah       | 43           |
| 6     | Andretti Autosport | 39           |
| 7     | Porsche Team       | 32           |
| 8     | Maserati           | 29           |
| 8     | Mahindra Racing    | 29           |
| 10    | Mercedes-EQ        | 22           |
| 11    | Dragon Racing      | 21           |
| 12    | Kiro Race Co       | 8            |
| 12    | McLaren Racing     | 8            |
| 14    | Team Aguri         | 1            |
| 14    | HWA AG             | 1            |

### Punkte
| Platz | Team               | Punkte |
| ----- | ------------------ | ------ |
| 1     | Nissan e.dams      | 1877   |
| 2     | Envision Racing    | 1830   |
| 3     | Jaguar Racing      | 1638   |
| 4     | Audi               | 1489   |
| 5     | Andretti Autosport | 1369   |
| 6     | DS Techeetah       | 1318   |
| 7     | Porsche Team       | 1180   |
| 8     | Mahindra Racing    | 1142   |
| 9     | Maserati           | 1126   |
| 10    | Dragon Racing      | 1009   |
| 11    | Mercedes-EQ        | 647    |
| 12    | Kiro Race Co       | 461    |
| 13    | McLaren Racing     | 332    |
| 14    | Team Aguri         | 98     |
| 15    | HWA AG             | 44     |
| 16    | Trulli             | 17     |

### E-Prix-Starts
| Platz | Team               | EP-Starts | Saisonteilnahmen                     |
| ----- | ------------------ | --------- | ------------------------------------ |
| 1     | Nissan e.dams      | 148       | seit 2014/15                         |
| 1     | Envision Racing    | 148       | seit 2014/15                         |
| 1     | Andretti Autosport | 148       | seit 2014/15                         |
| 1     | Mahindra Racing    | 148       | seit 2014/15                         |
| 1     | Maserati           | 148       | seit 2014/15                         |
| 1     | Dragon Racing      | 148       | seit 2014/15                         |
| 1     | Kiro Race Co       | 148       | seit 2014/15                         |
| 8     | Audi               | 132       | seit 2014/15 - 2020/21, seit 2022/23 |
| 9     | Jaguar Racing      | 127       | seit 2016/17                         |
| 10    | Porsche Team       | 90        | seit 2019/20                         |
| 11    | DS Techeetah       | 79        | 2016/17 - 2021/22                    |
| 12    | McLaren Racing     | 48        | 2016/17 - 2024/25                    |
| 13    | Mercedes-EQ        | 42        | 2019/20 - 2021/22                    |
| 14    | Team Aguri         | 21        | 2014/15 - 2015/16                    |
| 15    | HWA AG             | 13        | 2018/19                              |
| 16    | Trulli             | 12        | 2014/15                              |

### FANBOOSTs
Der FANBOOST wurde nach der Saison 2021/22 abgeschafft.
| Platz | Team               | FANBOOSTs |
| ----- | ------------------ | --------- |
| 1     | Audi               | 78        |
| 2     | Mercedes-EQ        | 72        |
| 3     | DS Techeetah       | 58        |
| 4     | Nissan e.dams      | 41        |
| 5     | Maserati           | 24        |
| 6     | Andretti Autosport | 22        |
| 6     | Kiro Race Co       | 22        |
| 8     | Mahindra Racing    | 21        |
| 9     | Jaguar Racing      | 20        |
| 10    | Dragon Racing      | 13        |
| 10    | HWA AG             | 13        |
| 12    | Envision Racing    | 11        |
| 13    | Porsche Team       | 8         |
| 14    | Team Aguri         | 7         |